# Viaplay
Viaplay is een video-on-demanddienst van de Viaplay Group, voorheen de Nordic Entertainment Group. Het hoofdkantoor is gevestigd in Zweden.

## Geschiedenis

### Voorgeschiedenis
Viaplay werd in mei 2007 gelanceerd door de Modern Times Group, destijds nog als Viasat On Demand. In 2011 werd de video-on-demanddienst hernoemd tot Viaplay. Enkele jaren later, in 2016, werd de eerste Viaplay Original gelanceerd.

### Viaplay Nederland
In mei 2021 werd bekend dat Viaplay per 1 maart 2022 in Nederland actief zou worden. Het bedrijf haalde voor de start verscheidene uitzendrechten binnen die via de dienst beschikbaar zouden worden, waaronder de Formule 1, Premier League, Bundesliga en de competities van de Professional Darts Corporation. Naast de sportcompetities gaat de dienst ook Nederlandse shows, series en documentaires aanbieden. De uitzendingen in Nederland worden op HD-kwaliteit (720p) aangeboden. Toch waren er de eerste week na de lancering klachten over de beeldkwaliteit. Zo kregen Nederlandse abonnees bij het kijken van Viaplay last van haperend of stotterend beeld. Viaplay gaf aan het probleem voor het begin van het Formule 1-seizoen te zullen oplossen. Ook tijdens het WK darts in december 2022 ondervonden Nederlands abonnees problemen. Zo klaagden abonnees over slecht geluid tijdens de uitzendingen. Ook viel het beeld weg met als gevolg dat veel kijkers het einde van de tweede set misten. Ook tijdens de finale van het WK darts op 3 januari 2024 en de eerste halve finale van het WK darts van 2025 tussen Michael van Gerwen en Chris Dobey waren er problemen. Tijdens de finale van het WK darts op 3 januari haperde het beeld tijdens de uitzending en werd er veel geklaagd over de beeldkwaliteit en tijdens de eerste halve finale van het WK darts van 2025 was er aan het begin van de wedstrijd een technische storing waardoor er geen live-beeld was. Het gevolg hiervan was dat de kijkers klaagden over het feit dat ze het begin van de wedstrijd moesten missen.
Tijdens de uitzending van de Grand Prix van China van de Formule 1 in maart was er veel kritiek vanwege de vele reclames, die in een splitscreen naast de race bij een basisabonnement, werden getoond.

#### Viaplay TV
Op 2 april 2024 werd bekend gemaakt dat Viaplay een samenwerkingsovereenkomst heeft gesloten met Talpa Network om op SBS9 Viaplay content uit te zenden. Met ingang van 5 april 2024 gaat SBS9 verder als Viaplay TV en onder andere de races van de Formule 1 en voetbalwedstrijden uit de Premier League en Bundesliga gaan uitzenden. Per 15 maart 2025 verhuist Viaplay TV van SBS9 naar twee eigen kanalen.

## Lanceerdata per land
| Gestart                     | Land                                             | Gestaakt        |
| --------------------------- | ------------------------------------------------ | --------------- |
| Mei 2007                    | Denemarken                                       |                 |
| Mei 2007                    | Finland                                          |                 |
| Mei 2007                    | Noorwegen                                        |                 |
| Mei 2007                    | Zweden                                           |                 |
| 1 april 2020                | IJsland                                          |                 |
| 9 maart 2021 (herlancering) | Estland                                          | 1 februari 2024 |
| 9 maart 2021 (herlancering) | Letland                                          | 1 februari 2024 |
| 9 maart 2021 (herlancering) | Litouwen                                         | 1 februari 2024 |
| 3 augustus 2021             | Polen                                            |                 |
| 1 maart 2022                | Nederland                                        |                 |
| 1 november 2022             | Verenigd Koninkrijk                              | 4 april 2024    |
| 22 februari 2023            | Verenigde Staten                                 | februari 2024   |
| 7 maart 2023                | Canada                                           | februari 2024   |
| Februari 2025               | België (beperkt aanbod en enkel via Prime Video) |                 |

## Reorganisatie
In de zomer van 2023 werd bekend dat Viaplay in financiële problemen zat en daarom een reorganisatie starten: 25% van hun werknemers werden ontslagen en Viaplay vertrekt uiterlijk zomer 2025 uit alle landen met uitzondering van Nederland en de noordelijke landen (IJsland, Noorwegen, Zweden, Finland en Denemarken). Viaplay blijft nog wel actief in andere landen via hun Viaplay Select platform.
Op 22 januari 2024 werd bekend dat Viaplay hun activiteiten in de VS en Canada eind februari staakte. Op 1 februari 2024 werd bekend dat Viaplay hun activiteiten in de Baltische staten heeft verkocht aan TV3 Group. Op 4 april 2024 vertrekt Viaplay uit het Verenigd Koninkrijk door het verkoop van hun activiteiten aan SSBL Limited.

## Content

### Uitzendrechten Nederland
Hieronder een overzicht van sportcompetities waarop Viaplay Nederland de uitzendrechten heeft vanaf 2022:
Autosport
- Formule 1 (2022–2029)[32][33][34]
- Formule 2 (2022–2029)
- Formule 3 (2022–2029)
- NRX Rallycross (2022–)
- Porsche Supercup (2022–2024)

Beachvolleybal
- FIVB Volleyball World Beach Pro Tour (2022–)

Cricket
- Nederlands cricketelftal voor mannen (2022–)

Darts
- Champions League of Darts (2022–2026)
- European Darts Championship (2022–2026)
- Grand Slam of Darts (2022–2026)
- PDC European Tour (2023-2028)
- PDC World Cup of Darts (2022–2026)
- PDC World Darts Championship (2022–2026)
- Players Championship Finals (2022–2026)
- Premier League Darts (2022–2026)
- The Masters (2022–2026)
- World Grand Prix (2022–2026)
- World Matchplay (2022–2026)
- World Series of Darts Finals (2022–2026)

Golf
- LIV Golf Invitational Series (2022–2024)

Handbal
- WK Beachhandbal mannen (2024–2030)[36]
- WK Beachhandbal vrouwen (2022–2030)[36]
- WK Handbal mannen (2023–2031)[36]
- WK Handbal mannen onder 19 (2022–2031)[36]
- WK Handbal mannen onder 21 (2022–2031)[36]
- WK Handbal vrouwen (2023–2031)[36]
- WK Handbal vrouwen onder 18 (2022–2031)[36]
- WK Handbal vrouwen onder 20 (2022–2031)[36]

Mannenvoetbal
- Bundesliga (2022–2029)[35]
- 2. Bundesliga (2022–2029)
- DFL-Supercup (2022–2029)
- Premier League (2022–2028)[37]
- EFL Championship (2022–20??)[38]
- EFL Cup (2022–20??)[39]
- FA Community Shield (2024)
- Ligue 1 (2025–2029)[40]
- Coupe de France (2022)[41]
- Scottish Cup (2022)
- Copa América (2024)

Mixed Martial Arts
- CAGE MMA (2022–)
- Enfusion (2022–)
- Invicta FC (2022–)
- KSW (2022–)[42]
- Levels Fight League (2022–)
- Professional Fighters League (2022–)

Paardensport
- Epsom Derby (2022)
- Royal Ascot (2022)

Pool
- Mosconi Cup (2022–)
- US Open Championship (2022–)
- World Cup of Pool (2022–)
- World Pool Championship (2022–)
- World Pool Masters (2022–)

Rugby
- Wereldkampioenschap Rugby League (2022–)

Snooker
- Champion of Champions (2022–)
- Championship League (2022–)

Triathlon
- Super League Championship Series (2022–)

Veldhockey
- Hoofdklasse Dames (2022–2026)[43][44]
- Tulp Hoofdklasse Heren (2022–2026)[43]

Vrouwenvoetbal
- Bundesliga (2022–)[45]
- Damallsvenskan (2022–2026)[45]
- Kvindeligaen (2022–)[45]
- Primera División Femenina (2022–)[45]
- Serie A (2022–2023)
- Women's Super League (2022–2024)[45]

Zaalvoetbal
- UEFA Futsal Champions League (2022)[46]

## Abonnees
In onderstaande tabel is het aantal abonnees per kwartaal weergegeven. Viaplay maakt een onderscheid tussen de 'Nordic' abonnees (Denemarken, Finland, IJsland, Noorwegen en Zweden) en de 'Internationaal' abonnees (overige landen). Op het einde van het 2e kwartaal van 2022 had Viaplay in totaal over alle landen 5,549 miljoen abonnees.
|         | Nordic | Internationaal | Totaal |
| ------- | ------ | -------------- | ------ |
| 2022 Q2 | 4.034  | 1.515          | 5.549  |
| 2022 Q1 | 3.576  | 1.208          | 4.783  |
| 2021 Q4 | 3.458  | 547            | 4.005  |
| 2021 Q3 | 3.296  | 313            | 3.608  |
| 2021 Q2 | 3.260  | 27             | 3.287  |
| 2021 Q1 | 3.147  | –              | 3.147  |
| 2020 Q4 | 3.020  | –              | 3.020  |
| 2020 Q3 | 2.813  | –              | 2.813  |
| 2020 Q2 | 2.716  | –              | 2.716  |
| 2020 Q1 | 2.510  | –              | 2.510  |
| 2019 Q4 | 2.272  | –              | 2.272  |
| 2019 Q3 | 2.151  | –              | 2.151  |
| 2019 Q2 | 2.111  | –              | 2.111  |
| 2019 Q1 | 2.039  | –              | 2.039  |
| 2018 Q4 | 1.931  | –              | 1.931  |
| 2018 Q3 | 2.111  | –              | 2.111  |
| 2018 Q2 | 2.130  | –              | 2.130  |
| 2018 Q1 | 2.173  | –              | 2.173  |

## Resultaten Viaplay Groep
| Jaar | Omzet   | Omzet      | Omzet   | Omzet            | Omzet       |              | Bedrijfsresultaat | Resultaat voor belasting | Resultaat na belasting |        |
| Jaar | Viaplay | Tv-kanalen | Reclame | Studio & overige | Totaal      |              | Bedrijfsresultaat | Resultaat voor belasting | Resultaat na belasting |        |
| ---- | ------- | ---------- | ------- | ---------------- | ----------- | ------------ | ----------------- | ------------------------ | ---------------------- | ------ |
| 2021 | 4.386   | 4.195      | 3.777   | 304              | 12.661 mln. |              | + 573 mln.        | + 476 mln.               | + 325 mln.             | [ 53 ] |
| 2020 | 3.625   | 4.657      | 3.433   | 289              | 12.003 mln. | + 3.186 mln. | + 3.087 mln.      | + 2.226 mln.             | [ 54 ]                 |        |
| 2019 | 3.323   | 6.367      | 4.006   | 507              | 14.204 mln. | + 690 mln.   | + 660 mln.        | + 590 mln.               | [ 55 ]                 |        |
| 2018 |         |            |         |                  | 14.568 mln. | + 1.540 mln. |                   | + 1.292 mln.             |                        |        |
| 2017 |         |            |         |                  | 13.688 mln. | + 1.570 mln. |                   | + 1.294 mln.             |                        |        |
| 2016 |         |            |         |                  | 12.897 mln. |              | + 1.298 mln.      |                          | + 931 mln.             |        |